# Garotos do Itaim
A Escola de Samba Garotos do Itaim foi uma escola de samba da cidade de São Paulo. Localizada no bairro do Itaim Paulista, foi campeã do Grupo Especial no ano de 1955, e tinha como cores oficiais o azul e o branco.

## Carnavais
| Ano  | Colocação    | Grupo | Enredo                  | Carnavalesco         | Ref.   |
| ---- | ------------ | ----- | ----------------------- | -------------------- | ------ |
| 1951 | 2º Lugar     | 2     |                         |                      | [ 4 ]  |
| 1952 | Desconhecido | 1     |                         |                      | [ 5 ]  |
| 1953 | 2º Lugar     | 1     |                         |                      | [ 6 ]  |
| 1955 | 1º Lugar     | 1     | Inconfidência Mineira   | Comissão de Carnaval | [ 7 ]  |
| 1956 | 2º Lugar     | 1     | Independência do Brasil | Comissão de Carnaval | [ 8 ]  |
| 1957 | 3º Lugar     | 1     |                         |                      | [ 9 ]  |
| 1958 | Desconhecido | 1     |                         |                      | [ 10 ] |
| 1959 | 6º Lugar     | 1     |                         |                      | [ 11 ] |